# سن ازدواج در ایالات متحده آمریکا

سن عمومی ازدواج (بدون تأیید والدین یا دادگاه یا سایر استثنائات در نظر گرفته شده) (فقط ۵۰ ایالت را نشان می‌دهد، بدون قلمروها)
۱۸
۱۹
۲۱

سن ازدواج در ایالات متحده سنی است که در آن فرد می‌تواند به عنوان یک حق یا با رضایت والدین یا سایر مجوزها در ایالات متحده ازدواج کند. این سن توسط هر ایالت و قلمرو تعیین می‌شود، یا توسط قانون موضوعه یا کامن لا اعمال می‌شود. به‌طور کلی، یک فرد می‌تواند پس از رسیدن به سن ۱۸ سال در تمام ایالات ازدواج کند به جز نبراسکا، که در آن سن ازدواج به‌طور کلی ۱۹ است و می‌سی‌سی‌پی، که در آن سن ازدواج به‌طور کلی ۲۱ است. سن عمومی ازدواج معمولاً سن قانونی است، اگرچه در آلاباما سن ازدواج عمومی ۱۸ سال در حالی که سن قانونی ۱۹ سال است.
در سال‌های اخیر، روند کلی کاهش سن عمومی ازدواج و افزایش سن زنان به نسبت مردان بوده‌است. تا سال ۱۹۷۱، تقریباً ۸۰٪ ایالت‌ها سن عمومی ازدواج ۱۸ سال را برای زنان داشتند، در حالی که برای مردان سن ازدواج عمومی در تقریباً ۸۵٪ ایالت‌ها ۲۱ سال بود.
زمانی که حداقل یکی از زوجین زیر سن ازدواج باشد، ازدواج زیر سن قانونی تلقی می‌شود. شش ایالت ازدواج زیر سن قانونی را به‌طور کامل ممنوع کرده‌اند: دلاور، نیوجرسی، مینه سوتا، رود آیلند، پنسیلوانیا و نیویورک. سایر ایالت‌ها ممکن است از شریک زیر سن قانونی بخواهند رضایت والدین، مجوز قضایی یا هر دو را دریافت کند یا به «شرایط استثنایی» تکیه کنند. حداقل سن ازدواج زیر سن قانونی، زمانی که همه شرایط کاهش دهنده در نظر گرفته می‌شود، معمولاً از ۱۵ تا ۱۷ سال متغیر است، اما به‌طور بالقوه در کالیفرنیا و ماساچوست کمتر است. ۹ ایالت اجازه ازدواج افراد بالای ۲۱ سال با افراد زیر سن قانونی را نمی‌دهند. از ژانویه ۲۰۲۲، ۹ ایالت هیچ حداقل سنی را برای ازدواج تعیین نکرده‌اند.
در بسیاری از ایالت‌ها (اما نه در ماساچوست)، ازدواج یک خردسال به‌طور خودکار باعث رهایی خردسال می‌شود یا حقوق قانونی آنها را فراتر از اجازه دادن به خردسال برای موافقت با معالجات پزشکی خاص افزایش می‌دهد.

## ازدواج زیر سن قانونی
هنگامی که حداقل یکی از شرکای ازدواج زیر سن عمومی ازدواج باشد، ازدواج زیر سن قانونی تلقی می‌شود و ممکن است به رضایت والدین و/یا مجوز قضایی نیاز داشته باشد. همچنین نوجوانان می‌توانند در «شرایط استثنایی» ازدواج کنند.

### در ۵۰ ایالت
دلاور، پنسیلوانیا، مینه سوتا، رود آیلند، نیویورک و نیوجرسی ازدواج زیر سن قانونی را مجاز نمی‌دانند. سایر ایالت‌ها به افراد زیر سن قانونی اجازه ازدواج در شرایط زیر را می‌دهند:
اگر یک یا چند مورد از موارد زیر قابل اعمال باشد:
- رضایت والدین یا قیم قانونی خردسال
- رضایت منشی دادگاه یا قاضی
- اگر خردسال رها شود.

یا در شرایط استثنایی اگر یک یا چند مورد از شرایط زیر اعمال شود:
- رضایت قاضی دادگاه مافوق، به جای قاضی محلی، لازم است
- اگر یکی از طرفین باردار باشد
- اگر خردسال فرزندی به دنیا آورده باشد

در ۶ ایالت، فردی که ۲۱ سال دارد نمی‌تواند با فرد زیر ۱۸ سال ازدواج کند - میزوری، آریزونا، کلرادو، آیداهو، لوئیزیانا، نوادا. در یکی از ایالت‌ها به نام فلوریدا، فردی که ۲۰ سال دارد نمی‌تواند با افراد زیر ۱۸ سال ازدواج کند. در ۳ ایالت جورجیا، تنسی و اوهایو، فردی که ۲۲ سال دارد نمی‌تواند با افراد زیر ۱۸ سال ازدواج کند. در ایندیانا، نیزاین تا حد زیادی صادق است، اگرچه فردی که ۲۱ سال دارد می‌تواند با فردی که ۱۷ سال سن دارد ازدواج کند.
حداقل سن در ۵۰ ایالت:
- ۱ ایالت حداقل ۱۴ سال سن دارد: آلاسکا.
- ۳ ایالت حداقل ۱۵ سال سن دارند: هاوایی، کانزاس و مریلند.
- ۲۲ ایالت حداقل سن ۱۶ سال دارند.
- ۹ ایالت حداقل سن ۱۷ سال دارند.
- ۹ ایالت حداقل سن رسمی ندارند، اما همچنان به رضایت والدین، تأیید دادگاه یا هر دو نیاز دارند: کالیفرنیا، ماساچوست، میشیگان، می‌سی‌سی‌پی، نیومکزیکو، اوکلاهما، ویرجینیای غربی، واشینگتن و وایومینگ.
- ۶ ایالت دارای حداقل سن ۱۸ سال هستند که با سن عمومی آنها برابر است: دلاور، مینه سوتا، نیوجرسی، نیویورک، رود آیلند و پنسیلوانیا.

از سال 2017 تا ۲۰۲۲، چندین ایالت قوانین خود را برای تعیین حداقل سن یا افزایش حداقل سن تغییر دادند.
در ماساچوست، سن عمومی ازدواج ۱۸ سال است، اما نوجوانان ممکن است با رضایت قضایی ازدواج کنند. برخلاف بسیاری از ایالت‌های دیگر، در ماساچوست، ازدواج یک نوجوان به‌طور خودکار خردسال را رها نمی‌کند، یا حقوق قانونی او را فراتر از اجازه دادن به کودک برای موافقت با درمان‌های پزشکی خاص افزایش نمی‌دهد.

### در قلمروها و ناحیه فدرال
پورتوریکو از قلمروهای ایالات متحده است و مردم آن شهروند آمریکایی هستند. در پورتوریکو، سن عمومی ازدواج ۲۱ سال است که سن قانونی است. سن عمومی ازدواج در پورتوریکو ۲۱ یا ۱۸ سال با رضایت والدین است. در گوام، سن عمومی ۱۸ سال است، اما افراد ۱۶ ساله می‌توانند با رضایت حداقل یکی از والدین یا قیم ازدواج کنند. در ساموآی آمریکایی، از سپتامبر ۲۰۱۸، سن ازدواج برای هر دو جنس ۱۸ سال است. پیش از این، سن ازدواج برای زنان ۱۴ سال بود. ساموآی آمریکا ازدواج زیر سن قانونی را مجاز نمی‌داند. در ناحیه کلمبیا، سن عمومی ۱۸ سال است، اما افراد ۱۶ ساله ممکن است با استثناء ازدواج کنند. در جزایر ویرجین ایالات متحده، از ژانویه ۲۰۲۰، سن ازدواج برای هر دو جنس ۱۸ سال است. قبل از ژانویه ۲۰۲۰، سن ازدواج برای زنان ۱۴ سال و برای مردان ۱۶ سال بود. در جزایر ماریانای شمالی، مردان برای ازدواج باید ۱۸ سال داشته باشند، در حالی که زنان می‌توانند در ۱۶ سالگی با رضایت والدین ازدواج کنند.

## فهرست

### ایالت‌ها
| آلاباما          | ۱۸ | 16 | ۱۸ | با اجازه والدین، شخص می‌تواند در ۱۶ سالگی ازدواج کند. |                  |    |   |    | |
| آلاسکا           | ۱۸ | 14 | ۱۶ | با اجازه والدین، شخص می‌تواند در ۱۶ سالگی ازدواج کند. . شخص می‌تواند با اجازه والدین و موافقت قضایی در ۱۴ سالگی ازدواج کند. |                  |    |   |    | |
| آریزونا          | ۱۸ | 16 | ۱۸ | شحص می‌تواند مادامی که یک طرف سه سال بیشتر از طرف صغیر بزرگتر نباشد، و والدش اجازه دهد، و رها شده باشد، در ۱۶ سالگی ازدواج کند. |                  |    |   |    | |
| آرکانزاس         | ۱۸ | 17 | ۱۸ | فرد زیر ۱۷ سال می‌تواند با اجازه والدین ازدواج کند. |                  |    |   |    | |
| کالیفرنیا        | ۱۸ | ۰  | ۱۸ | سن رابطه جنسی ۱۸ سال است. به هر روی، استثنائاتی برای رهایی خردسالان (۱۴ ساله و بزرگتر) وجود دارد. با اجازه والدین و موافقت قضایی، شخص می‌تواند زیر سن هیجده سال ازدواج کند ولی طرفین نوجوان و والدین خردسال باید با مقامات دادگاه که باید سوءاستفاده یا اجبار را رد کند ملاقات کنند. برای خردسالان یک زمان انتظار ۳۰ روزه وجود دارد مگر این که هفده ساله باشند و از دبیرستان فارغ‌التحصیل شده باشند یا یکی از طرفین باردار باشد.سن رابطه جنسی برای قانون تجاوز ۱۸ سال است ولی برای نوجوانان متأهل و رابطه جنسی مرضی الطرفین بین یک خردسال و کسی که سه سال یا کمتر از او بزرگتر یا کوچکتر است استثنایی وجود دارد. |                  |    |   |    | |
| کلرادو           | ۱۸ | 16 | ۱۸ | با اجازه والدین و حکم دادگاه بر اساس بهترین منافع کودک، و با اختلاف سنی کمتر از سه سال، کودک می‌تواند در ۱۶ سالگی ازدواج کند. |                  |    |   |    | |
| کنتیکت           | ۱۸ | 16 | ۱۸ | با اجازه والدین، شخص می‌تواند در ۱۶ سالگی ازدواج کند. . |                  |    |   |    | |
| دلاویر           | ۱۸ | ۱۸ | ۱۸ | خردسالان نمی‌توانند ازدواج کنند. |                  |    |   |    | |
| فلوریدا          | ۱۸ | 17 | ۱۸ | شخص می‌تواند با اجازه والدین و موافقت قضایی مادامی که اختلاف سن طرفین بیش از دو سال نباشد در ۱۷ سالگی ازدواج کند. |                  |    |   |    | |
| جورجیا           | ۱۸ | 17 | ۱۶ | خردسالان رهاشده که ۱۷ ساله اند پس از تکمیل درس آموزش پیش از ازدواج می‌توانند با کسی که بیش از ۴ سال از آنان بزرگتر نباشد ازدواج کنند. |                  |    |   |    | |
| هاوایی           | ۱۸ | ۱۵ | ۱۸ | با اجازه والدین، شخص می‌تواند در ۱۶ سالگی ازدواج کند. . A person who is 15 can marry with parental consent and judicial approval. |                  |    |   |    | |
| آیداهو           | ۱۸ | 16 | ۱۸ | با اجازه والدین، شخص می‌تواند در ۱۶ سالگی یا ۱۷ سالگی ازدواج کند وقتی اختلاف سنی بیش از سه سال نباشد. |                  |    |   |    | |
| ایلینوی          | ۱۸ | 16 | ۱۸ | با اجازه والدین، شخص می‌تواند در ۱۶ سالگی ازدواج کند. . |                  |    |   |    | |
| ایندیانا         | ۱۸ | 16 | ۱۷ | ۱۶–۱۷ ساله‌ها می‌توانند با موافقت قاضی دادگاه جوانان با کسی که بیش از ۴ سال از او مسن تر نباشد ازدواج کند. |                  |    |   |    | |
| آیووا            | ۱۸ | 16 | ۱۸ | با اجازه والدین، شخص می‌تواند در ۱۶ سالگی ازدواج کند. . |                  |    |   |    | |
| کانزاس           | ۱۸ | 15 | ۱۸ | با اجازه والدین، شخص می‌تواند در ۱۶ سالگی ازدواج کند. . با موافقت قضایی شخص می‌تواند در ۱۵ سالگی ازدواج کند. |                  |    |   |    | |
| کنتاکی           | ۱۸ | 17 | ۱۸ | با موافقت قضایی شخص می‌تواند در ۱۷ سالگی ازدواج کند. |                  |    |   |    | |
| لوئیزیانا        | ۱۸ | 16 | ۱۸ | یک خردسال می‌تواند با اجازه دادگاه و والدین با کسی که حداکثر سه سال از او بزرگتر است ازدواج کند. |                  |    |   |    | |
| مین (ایالت)      | ۱۸ | 16 | ۱۸ | با اجازه والدین، شخص می‌تواند در ۱۶ سالگی ازدواج کند. . A person under 16 cannot marry. |                  |    |   |    | |
| مریلند           | ۱۸ | 15 | ۱۶ | طرفین می‌توانند در ۱۶ سالگی با اجازه والدین و گواهی بارداری/تولید یک فرزند می‌توانند ازدواج کنند. طرفین با اجازه والدین و گواهی بارداری زن یا زایمان او می‌توانند در ۱۵ سالگی ازدواج کنند. |                  |    |   |    | |
| ماساچوست         | ۱۸ | ۰  | ۱۸ | با اجازه والدین و حداقل دو جلسه مشاوره مجزا شخص می‌تواند زیر ۱۸ سالگی ازدواج کند. Age of consent for statutory rape law is 16 years. |                  |    |   |    | |
| میشیگان          | ۱۸ | ۰  | ۱۸ | با اجازه والدین، شخص می‌تواند در ۱۶ سالگی ازدواج کند. . فرد زیر ۱۶ سال می‌تواند با اجازه والدین و موافقت قضایی ازدواج کند.. |                  |    |   |    | |
| مینه‌سوتا         | 18 | 18 | 18 | خردسالان نمی‌توانند ازدواج کنند. |                  |    |   |    | |
| میسیسیپی (ایالت) | ۲۱ | 0  | 16 | مردان در ۱۷ سالگی و زنان در ۱۵ سالگی می‌توانند با اجازه والدین ازدواج کنند. پسران زیر ۱۷ و دختران زیر ۱۵ می‌توانند با اجازه قضایی و والدین ازدواج کنند. |                  |    |   |    | |
| میزوری           | ۱۸ | 16 | ۱۸ | با اجازه والدین، شخص می‌تواند در ۱۶ سالگی ازدواج کند. . شخص بالای ۲۱ سال نمی‌تواند با شخص زیر ۱۸ سال ازدواج کند. |                  |    |   |    | |
| مونتانا          | ۱۸ | 16 | ۱۸ | با اجازه والدین و حداقل دو جلسه مشاوره مجزا شخص می‌تواند در ۱۶ سالگی ازدواج کند. |                  |    |   |    | |
| نبراسکا          | ۱۹ | 17 | ۱۶ | فرد زیر ۱۷ سال می‌تواند با اجازه والدین ازدواج کند. |                  |    |   |    | |
| نوادا            | ۱۸ | 17 | ۱۶ | ۱۷سالگی حداقل سن ازدواج است با ۴ شرط صریح: مجوز والدین یا قیم، گواهی اقامت، حداکثر اختلاف سن ۳ سال و حکم دادگاه در ایالت. |                  |    |   |    | |
| نیوهمپشر         | ۱۸ | ۱۶ | ۱۸ | با موافقت قضایی و اجازه والدین شخص می‌تواند در ۱۶ سالگی ازدواج کند. |                  |    |   |    | |
| نیوجرسی          | ۱۸ | ۱۸ | ۱۸ | خردسالان نمی‌توانند ازدواج کنند. |                  |    |   |    | |
| نیومکزیکو        | ۱۸ | ۰  | 16 | با اجازه والدین، شخص می‌تواند در ۱۶ سالگی ازدواج کند. . A 16 or 17 year old teen can marry with the written consent of each living parent of the minor. فرد زیر ۱۶ سال می‌تواند با مجوز والدین یا دادگاه در صورت بارداری یا به حکم شاخه خانواده دادگاه ناحیه ای ازدواج کند. |                  |    |   |    | |
| نیویورک (ایالت)  | ۱۸ | ۱۸ | ۱۷ | خردسالان نمی‌توانند ازدواج کنند. |                  |    |   |    | |
| کارولینای شمالی  | ۱۸ | 16 | ۱۸ | ۱۶ و ۱۷ ساله‌ها با اجازه والدین یا دادگاه و در صورتی که اختلاف سن بالاتر از ۴ سال نباشد ازدواج کنند. |                  |    |   |    | |
| داکوتای شمالی    | ۱۸ | 16 | ۱۸ | با اجازه والدین، شخص می‌تواند در ۱۶ سالگی ازدواج کند. . |                  |    |   |    | |
| اوهایو           | ۱۸ | ۱۷ | ۱۶ | در سال ۲۰۱۹ سن ازدواج در صورت موافقت دادگاه و اختلاف سن زیر ۴ سال، ۱۷ سال تعیین شد. |                  |    |   |    | |
| اکلاهما          | ۱۸ | 0  | ۱۸ | با اجازه والدین، شخص می‌تواند در ۱۶ سالگی ازدواج کند. . فرد زیر ۱۶ سال می‌تواند با اجازه دادگاه ازدواج کند. |                  |    |   |    | |
| اورگن            | ۱۶ | 17 | ۱۶ | فرد زیر ۱۷ سال می‌تواند با اجازه والدین ازدواج کند. Consenting parent or guardian must accompany the applicant when applying for the marriage license. |                  |    |   |    | |
| پنسیلوانیا       | 18 | 18 | 18 | خردسالان نمی‌توانند ازدواج کنند. |                  |    |   |    | |
| رود آیلند        | 18 | 18 | 18 | سن ازدواج ۱۸ سال است بدون استثنا. In June 2021, the Rhode Island General Assembly passed a bill to legally ban any child marriage of any person or party under 18 years old, without any exemptions whatsoever. The Governor of Rhode Island signed the bill into law effective immediately. |                  |    |   |    | |
| کارولینای جنوبی  | ۱۸ | 16 | 16 | با اجازه والدین، شخص می‌تواند در ۱۶ سالگی ازدواج کند. . |                  |    |   |    | |
| داکوتای جنوبی    | ۱۸ | 16 | 16 | با اجازه والدین، شخص می‌تواند در ۱۶ سالگی ازدواج کند. . |                  |    |   |    | |
| تنسی             | 18 | ۱۷ | ۱۸ | فرد زیر ۱۷ سال می‌تواند با اجازه والدین ازدواج کند؛ به هر روی، طرف دیگر نمی‌تواند بیش از ۴ سال بزرگتر از طرف خردسال باشد. |                  |    |   |    | |
| تگزاس            | ۱۸ | 16 | ۱۷ | خردسالان رها شده که ۱۶ یا ۱۷ ساله باشند می‌توانند ازدواج کنند. |                  |    |   |    | |
| یوتا             | ۱۸ | ۱۶ | ۱۸ | خردسالان در ۱۶ سالگی می‌تواند با اجازه والدین و موافقت دادگاه ازدواج کند. |                  |    |   |    | |
| ورمانت           | ۱۸ | 16 | ۱۸ | با اجازه والدین، شخص می‌تواند در ۱۶ سالگی ازدواج کند. . |                  |    |   |    | |
| ویرجینیا         | ۱۸ | 16 | ۱۸ | - | واشینگتن (ایالت) | ۱۸ | ۰ | ۱۶ | فرد زیر ۱۷ سال می‌تواند با اجازه والدین ازدواج کند.. با اجازه قضایی، فرد در هر سنی می‌تواند ازدواج کند. |
| ویرجینیای غربی   | ۱۸ | ۰  | ۱۶ | با اجازه والدین، شخص می‌تواند در ۱۶ سالگی ازدواج کند. . فرد زیر ۱۶ سال می‌تواند با اجازه والدین و موافقت قضایی ازدواج کند. |                  |    |   |    | |
| ویسکانسین        | ۱۸ | 16 | ۱۸ | با اجازه والدین، شخص می‌تواند در ۱۶ سالگی ازدواج کند. . |                  |    |   |    | |
| وایومینگ         | ۱۸ | ۰  | ۱۸ | با اجازه والدین، شخص می‌تواند در ۱۶ سالگی ازدواج کند. . فرد زیر ۱۶ سال می‌تواند با موافقت قضایی ازدواج کند. |                  |    |   |    | |

### ناحیه کلمبیا و قلمروهای ایالات متحده
| نام                                                       | کمترین سن       | کمترین سن       | یادداشت |
| نام                                                       | حداقل سن ازدواج | سن ازدواج عمومی | یادداشت |
| --------------------------------------------------------- | --------------- | --------------- | --- |
| ساموای آمریکا</img> ساموای آمریکا                         | ۱۸              | ۱۸              | در سپتامبر ۲۰۱۸، فرماندار لولو مولیگا لایحه ای را امضا کرد که سن ازدواج دختران را از ۱۴ به ۱۸ سال تغییر می‌دهد. اکنون سن ازدواج برای هر دو جنس ۱۸ سال است.                                                              |
| واشینگتن دی.سی.</img> واشینگتن دی.سی.                     | ۱۶              | ۱۸              | با رضایت والدین، فرد می‌تواند در ۱۶ سالگی ازدواج کند. |
| گوآم</img> گوآم                                           | ۱۶              | ۱۸              | برای ازدواج یک فرد ۱۶ یا ۱۷ ساله حداقل رضایت یکی از والدین یا قیم الزامی است. |
| جزایر ماریانای شمالی</img> جزایر ماریانای شمالی           | ۰               | ۱۸              | مردان در زمان ازدواج باید حداقل ۱۸ سال سن داشته باشند، در حالی که زنان ۱۶ تا ۱۷ ساله می‌توانند با رضایت حداقل یکی از والدین یا قیم ازدواج کنند. اگر هر دو شهروند منطقه اعتماد باشند، کودک در هر سنی می‌تواند ازدواج کند. |
| پورتوریکو</img> پورتوریکو                                 | ۱۸              | ۲۱              | هر کس از سن ۱۸ تا ۲۱ سال می‌تواند با رضایت پدر و مادر (در صورت لزوم) یا قیم ازدواج کند. |
| جزایر ویرجین ایالات متحده</img> جزایر ویرجین ایالات متحده | 18              | 18              | خردسالان نمی‌توانند ازدواج کنند. |